# استپ خاورمیانه
استپ خاورمیانه یک بوم‌ناحیه (شناسه WWF: PA0812) است که به شکل یک کمان از جنوب اردن و در امتداد سوریه و عراق به سمت مرزهای غربی ایران کشیده شده‌است. دشت‌های بالادست رودهای دجله و فرات بخش عمده این بوم‌ناحیه را تشکیل می‌دهند. زمین این بوم‌ناحیه بیشتر استپی بوته‌ای باز و وسیع و اقلیم آن خشک (کمتر از ۲۵۰ میلی‌متر بارندگی در سال) است. شواهد موجود گواه این است که این منطقه درگذشته یک استپ جنگلی بوده‌است، اما قرن‌ها چرای بی‌رویه و جمع‌آوری هیزم، پوشش درختی و علف را به مناطق کوچک و در امتداد دالان‌های رودخانه‌ای کاهش داده‌است. علیرغم وضعیت تخریب شده محیط استپی، این بوم‌ناحیه از آنجا که رودخانه‌ها و مخازن زیستگاه در منطقه خشک فراهم می‌کند، برای پرندگان آبی مهم است.

## مناطق حفاظت‌شده
کمتر از ۱٪ از این بوم‌ناحیه به‌طور رسمی محافظت می‌شود. مناطق حفاظت‌شده آن عبارتند از:
- وادی موجب (اردن)
- ذخیره‌گاه زیست‌کره ضانا (اردن)
- ذخیرگاه طبیعت فیفا (اردن)